# Hart (Michigan)
Hart è un comune degli Stati Uniti d'America, situato nello Stato del Michigan, nella Contea di Oceana, della quale è anche il capoluogo.